# ウインウッド工法
ウインウッド工法（ウインウッドこうほう）は、建築構造の木構造の構法の一つで、ドリフトピン工法の商品名である。正式名称はナイス株式会社製金物ジョイント工法。
日本の在来工法（木造軸組構法：柱と梁（すなわち線）で支える構造）を発展させたものと言え、柱や梁などの構造体を継手・仕口のような複雑な加工をするかわりに端の部分に予め金属棒や金属ジョイント（継手）を装着して加工された柱や梁を固定させる（極力削らずに金属や金具で固定させる）工法である。
長所として、施工がしやすく丈夫であることが挙げられる。